# Прохорова, Тамара Павловна
Тамара Павловна Прохорова (5 сентября 1926, Покровское-Жуково, Клинский уезд, Московская губерния, РСФСР, СССР — 1985, Новопетровское, Московская область) — учительница Новопетровской средней школы № 1, Истринский район Московская область. Герой Социалистического Труда (27.06.1978).

## Биография
Родилась 5 сентября 1926 года в деревне Покровское-Жуково Клинского уезда Московской губернии (ныне — Клинский район Московской области) в крестьянской семье. Русская.
В 1946 году окончила среднюю школу в селе Новопетровское Истринского района.
Трудовую и педагогическую деятельность начала в сентябре 1946 года. Поступила старшей пионервожатой в восьмилетнюю школу в деревни Вертково Клинского района (рядом с домом). Через года уже преподавала математику в 5-7-х классах той же школы. В 1953 году окончила заочно Загорский учительский институт. Член КПСС с 1952 года.
В 1953 году был переведена в Новопетровскую среднюю школу, которую сам когда-то окончила. С этого времени и до выхода на пенсию преподавала в школе математику. В 1959 году заочно окончила Московский областной педагогический институт имени Н. К. Крупской.
Из служебной характеристики: 

«В обучении и воспитании детей использует передовые методы. Уроки проводит на высоком научно-теоретическом уровне, добиваясь качества преподавания. В течение многих лет ведет математический кружок»— 
.
Указом Президиума Верховного Совета СССР от 27 июня 1978 года за большие заслуги в деле обучения и коммунистического воспитания учащихся Прохоровой Тамаре Павловне присвоено звание Героя Социалистического Труда с вручением ордена ордена Ленина и золотой медали «Серп и Молот».
С 1981 года — пенсионер союзного значения.
Жила в селе Новопетровское Истринского района. Умерла 10 августа 1985 года похоронена на кладбище в деревне Степаньково.

## Награды
- Золотая медаль «Серп и Молот» (27.06.1978)
- Орден Ленина (27.06.1978)
- Орден Трудового Красного Знамени (20.07.1971)
- Медаль «В ознаменование 100-летия со дня рождения Владимира Ильича Ленина» (6 апреля 1970)
- Медаль «За трудовую доблесть»
- Медаль «Ветеран труда»

## Память
- На могиле установлен надгробный памятник.